# Martinus van Doorninck (schrijver)
Martinus van Doorninck (Diepenveen, 9 september 1903 - Olst, 9 maart 1980)  was rechter, bestuurder van culturele organisaties, schrijver over opera's en Puccini-kenner.

## Biografie
Martinus van Doorninck, door zijn vrienden ‘Thys’ genoemd, uitgesproken als Ties, is een telg van het geslacht Van Doorninck. Hij studeerde rechten en was vanaf eind 1938 als waarnemend griffier verbonden aan de arrondissementsrechtbank in Amsterdam, om in 1946 aldaar te worden benoemd tot rechter. Om die reden stopte hij in augustus 1946 als plaatsvervangend rechter bij de arrondissementsrechtbank in Zutphen, waar hij vijf maanden eerder was benoemd.

### Bestuurder
Naast zijn studie en werk ontwikkelde hij een grote liefde voor klassieke muziek, en dan met name de opera. Die liefde bracht hij van halverwege de jaren dertig tot halverwege de jaren vijftig tot uitdrukking als bestuurder van talrijke organisaties. Zo was hij eind jaren jaren dertig onder meer lid van het bestuur van de nog jonge vereniging Vrienden van het Concertgebouw en het Koninklijk Concertgebouworkest. Ook was hij lid van de jubileumcommissie die de viering van het vijftigjarig bestaan van het Concertgebouw in Amsterdam moest voorbereiden.
Na de Tweede Wereldoorlog zette hij zijn activiteiten als bestuurder voort. Zo was hij de eerste voorzitter van De Nederlandse Opera, die in 1946 werd opgericht. Toen hij begin september dat jaar de plannen voor het nieuwe seizen bekend maakte, bleek dat er zevenhonderd sollicitatiebrieven waren binnengekomen. Het bestuur had daarom snel twee commissies aan het werk gezet, zo vertelde hij, om een keuze te maken uit de kandidaten, want reeds op 15 september moest La Bohème op de planken worden gebracht. Verder was hij in 1946 betrokken bij de benoeming van een nieuwe hoogleraar muziekwetenschap aan de Universiteit Utrecht in de vacature van Willem Mengelberg. Hij deed dat als bestuurslid van de Maatschappij tot Bevordering der Toonkunst.
Van Doorninck zette zich niet alleen in voor klassieke muziek en opera maar ook voor andere podiumkunsten, zoals ballet en toneel. Zo was hij lid van de door de regering ingestelde Balletcommissie en lid van het bestuur van het Nationaal Theater Centrum, onderdeel van het Internationaal Theater Instituut. En gedurende de eerste helft van de jaren zestig was Van Doorninck lid van de commissie van advies van het tweemaandelijkse tijdschrift Het Toneel, een uitgave van het Nederlands Toneelverbond.
Zijn brede muzieksmaak blijkt uit zijn lidmaatschap van de raad van bestuur van de Wagnervereniging. Ook was hij voorzitter van het huldigingscomité voor het eerbetoon eind 1947 in de Bachzaal in Amsterdam aan  Berthe Seroen ter gelegenheid van haar 65ste verjaardag en loopbaan van 45 jaar. Zij was volgens het Algemeen Handelsblad altijd een 'vurige propagandiste' van componisten geweest die 'destijds "modern" waren en aan wier waarde men nog sterk twijfelde'. Nog in 1976, de zeventig al gepasseerd, opende hij in het Gemeentemuseum Den Haag een tentoonstelling over de Nederlandse maar in de Verenigde Staten overleden componist Emile Enthoven.

### Schrijver
Zijn familiekapitaal maakte het hem mogelijk in heel Europa opera’s te bezoeken en zo werd hij in zijn tijd 'een van de weinige opera-vaklieden in Nederland', aldus Het Vaderland van 20 juli 1957. Hij schreef over zijn opera-reizen en recenseerde opera-uitvoeringen in binnen- en buitenland voor de Nieuwe Rotterdamsche Courant en later, na de fusie met het Algemeen Handelsblad, voor NRC Handelsblad. Ook schreef hij een boek over de Italiaanse componist Giacomo Puccini, dat een voorpublicatie kreeg in het damesweekblad Margriet. Zijn studie werd welwillend tot goed ontvangen door onder anderen recensent Simon Vestdijk van De Groene Amsterdammer, ‘H.B.’ in het Algemeen Handelsblad (‘vlot leesbaar’ en ‘grote belezenheid’) en de Friese Koerier. Maar recensent ‘M.M.’ in De Maasbode was minder tevreden (‘alles over de componist maar niets over zijn muziek’). Simon Vestdijk kon dat wel billijken: ‘Bij een operacomponist komen zoveel schilderachtigheden kijken voor men aan de muziek kan beginnen, dat de schrijver wel geëxcuseerd is.’

## Persoonlijk
Van Doorninck was de zoon van thesaurier-generaal Anton van Doorninck (1874-1952) en jonkvrouw Elisabeth Anna Maria van Andringa de Kempenaer (1878-1958), die verder geen kinderen kregen. Net als zijn tante Maria van Doorninck (1872-1960) en zijn ooms Martinus van Doorninck (1876-1946) en Theodoor van Doorninck (1878-1958) bleef Thys van Doorninck ongehuwd. 
Hij woonde tot zijn overlijden in het voor zijn vader in Olst gebouwde landhuis ‘De Osschebosch’ (1936). Tot zijn vrienden die hem bij zijn overlijden op 76-jarige leeftijd herdachten waren: Reynoud van Rappard, J.G. de Vries Robbé en D. Schuck-Visscher.
Hij werd op 14 maart 1980 gecremeerd in Dieren. Met hem stierf deze tak van de familie uit. Hij was enig kind en de broers en zus van zijn vader waren ongehuwd en hadden geen kinderen.